# Linia kolejowa nr 312
Linia kolejowa nr 312 – jednotorowa, drugorzędna, niezelektryfikowana linia kolejowa łącząca stację Krzeniów II (pierwotnie Marciszów) ze stacją Jerzmanice-Zdrój.
5 lutego 2019 Zarząd Województwa Dolnośląskiego przyjął uchwałę wyrażającą zgodę na przejęcie od PKP prawa użytkowania wieczystego gruntów oraz prawa własności budynków i urządzeń związanych z linią kolejową 312 między Jerzmanicami-Zdrojem a Wojcieszowem Górnym.